# Goran Dužević
Goran Dužević (1956.), hrvatski slikar i kazališni scenograf. Živi i radi u Starom Gradu.

## Životopis
Rodio se 1956. godine. U Skoplju u Makedoniji živio je šesnaest godina. Ondje je završio srednju školu i fakultet. 0d 1976. do 1979. studirao je slikarstvo kod prof. Borka Lazeskog i bio član likovne grupe Kora. Od 1985. godine živi i radi kao slobodni umjetnik u svom ateljeu u Skoplju. Godine 1992. otišao je živjeti u Berlin. Postaje član BBK društva likovnih umjetnika Berlina, i sudjeluje u mnogobrojnim humanitarnim izložbama čiji je prihod bio namjenjen djeci, žrtvama rata u Hrvatskoj i Bosni i Hercegovini. Godine 1994. dobiva godišnju stipendiju od berlinskog Senata za kulturu i Atelje u Adlershofu sufinanciranog od istog.[nedostaje izvor] Godine 2006. pak sudjeluje u Christie's aukciji Breaking the eis čiji je prihod bio namjenjen projektima za pomirenje krišćana, zidova i muslimana.[nedostaje izvor]
Bavio se i scenografijom za kazališne predstave. Izlagao je na preko 50 samostalnih izložba te na brojnim skupnim izložbama u galerijama, muzejima i javnim ustanovama. Zastupljen je i predstavljen u Galeriji "Art place Berlin" (ranije Art Center Friedrichstrasse) Od 2014. godine živi i radi u Starom Gradu, u svom ateljeu Art to go.

## Nagrade i priznanja
Dobitnik je brojnih stipendija i nagrada:[nedostaje izvor]
- 1994. godišnju stipendiju Berlinskog Senata za kulturu,
- 1995. nagradu-podršku Fonda zaklade umjetnosti iz Bonna,
- 1996. godišnju stipendiju za slikarstvo Kathe-Dorsch fondacije.